# Hoplodrina confluens
Hoplodrina confluens là một loài bướm đêm trong họ Noctuidae.